# Боздаг (Азербайджан)
Боздаг (азерб. Bozdağ — «Серая гора») — горный хребет, расположенный на территории Азербайджана, окаймляющий с юга Мингечевирское водохранилище. Административно хребет входит в пределы Гёйгёльского и Геранбойского районов Азербайджана и является четвёртым параллельным хребтом южного склона Большого Кавказа.

## География
Хребет Боздаг простирается параллельно южному склону Большого Кавказского хребта. Общая протяжённость хребта Боздаг от реки Гянджачай до села Ханабад составляет около 60 км. До сооружения у Мингечевира плотины, река Кура пересекала хребет Боздаг и выходила на Кура-Араксинскую низменность, образуя в этом месте глубокое ущелье, которое было известно в литературе под названием «Мингечаурская горловина». Северные склоны хребта имеют крутизну 20-60° и сплошь покрыты арчовниками. С трёх сторон Боздаг окружён низменной долиной Ширванской степи.
В 1958 году на склонах хребта Боздаг был организован Турианчайский заповедник.

## Геология
В тектоническом отношении хребет Боздаг представляет собой в целом крупную антиклинальную складку, относящуюся к складчатой зоне, развивающейся в неогеновый период на северо-восточной периферии Малого Кавказа. В пределах хребта обнажается разрез, который охватывает отложения апшеронского и акчагыльского ярусов.